# Caccamo
Caccamo település Olaszországban, Szicília régióban, Palermo megyében. Lakosainak száma 7663 fő (2023. január 1.). Caccamo Alia, Aliminusa, Baucina, Casteldaccia, Ciminna, Montemaggiore Belsito, Roccapalumba, Sclafani Bagni, Termini Imerese, Trabia, Ventimiglia di Sicilia, Vicari és Sciara községekkel határos.

## Népesség
A település népességének változása:
| Lakosok száma | 8183 | 8139 | 7663 |
|               | 2017 | 2018 | 2023 |

## Híres szülöttjei
- Carlo Gambino amerikai olasz bűnöző